# Christer Nilsson (politiker)
Christer Nilsson, född 21 oktober 1941 i Oskarshamn, död 15 februari 2019, var en svensk socionom och socialdemokratisk politiker, som 1972–1988 var riksdagsledamot, invald i Östergötlands läns valkrets. Han var under en tid också ledamot av Socialdemokraternas partistyrelse.